# Saqueos de Calabozo (2018)
Los Saqueos de Calabozo, Estado Guárico del 2018, es el nombre de una serie de saqueos por falta del desabastecimiento de alimentos que desde hace al menos cuatro años a los mercados venezolanos. Comenzaron el 11 de enero de 2018, se extendieron por el resto del país, especialmente por la localidades cercanas y ciudades con Mérida, sin causar mayor gravedad.
La Guardia Nacional Bolivariana (GNB) reprimió a los calaboceños con gases y perdigones, dejando una serie de heridos.

## Antecedentes
Los hechos están vinculados con un agudo desabastecimiento y la espiral inflacionaria que terminó 2017 con la entrada formal del país en hiperinflación: 2600 por ciento, según estimaron economistas privados.
Sin embargo, un grupo de personas decidió llevar las protestas pacíficas de aquel 13 de enero a hechos de violencia, que terminaron con los saqueos de un centro de acopio de Mercal, decenas de establecimientos con pérdidas económicas, 249 detenidos y algunos heridos, luego de la intervención con perdigones y bombas lacrimógenas de la Guardia Nacional Bolivariana.